# Ричард Гренел
Ричард Ален Гренел (енгл. Richard Allen Grenell; Џенисон, 18. септембар 1966) амерички је дипломата, јавни функционер и саветник за односе с јавношћу. Од 2025. обавља функцију специјалног изасланика председника САД за специјалне мисије. Члан је Републиканске странке. Између 2018. и 2020. био је на функцији амбасадора САД у Немачкој, а између 2019. и 2021. специјални изасланик председника САД за преговоре Београда и Приштине. Године 2023. председник Србије Александар Вучић му је уручио Орден српске заставе.

## Биографија
Био је гласноговорник Стејт департмента при Уједињеним нацијама током владе Џорџа В. Буша. Након свог мандата у Стејт департменту, основао је Capitol Media Partners, политичку консултантску кућу, те је радио за Fox News. Такође је био гласноговорник за спољну политику Мита Ромнија током његове председничке кампање 2012.
У септембру 2017. председник САД Доналд Трамп га је предложио за амбасадора САД у Немачкој. Сенат САД га је прогласио за амбасадора 26. априла 2018. са 56 гласова за и 42 против. Касније исте године, предао је акредитиве председнику Немачке Франк-Валтеру Штајнмајеру.
Трамп га је у фебруару 2020. именовао за вршиоца дужности директора Националне обавештајне службе, што га чини првом отворено геј особом која је служила у влади САД, иако у својству вршиоца дужности. Оставку је поднео у мају 2020.
Додљен му је Орден српске заставе првог степена.

## Приватни жвот
Регистровани је републиканац. Аутовани је хомосексуалац, те је дуже време у вези са Метом Лашијем. Изјашњава се као хришћанин и посећује цркву.
У јуну 2013. открио је да му је дијагностикован не-Ходгкинов лимфом и да је започео хемотерапију. У септембру 2013. објавио је да је у ремисији.